# Hoffmannove pripovedke
Hoffmannove pripovedke (fr. Les contes d'Hoffmann) so fantastična opera v treh dejanjih s prologom in z epilogom francoskega skladatelja Jacquesa Offenbacha. Libreto je spisal J. Barbier, ki je za osnovo vzel igro M. Carreja in se navezuje na tri kratke zgodbe nemškega pisatelja E. T. A. Hoffmanna. V operi slednji postane glavna oseba.
Offenbach je trpel zaradi protina. Zavedal se je svoje smrtnosti, zato si je strastno želel, da bi živel dovolj dolgo, da dokonča svojo opero. Smrt ga je prehitela; zapustil je vokalni del in prve korake na orkestraciji. Ernest Guiraud, družinski prijatelj, ki mu je pomagal Offenbachov 18-letni sin Auguste, je zaključil orkestracijo, in naredil veliko sprememb. Tako je bila krstna predstava v pariški komični operi 10. februarja 1881, tedaj še brez tretjega, t. i. beneškega dejanja. V verziji, ki jo poznamo danes, je bila opera prvič izvedena 7. decembra istega leta.
Prva slovenska uprizoritev opere je bila na odru ljubljanske Opere 12. februarja 1903 pod dirigentskim vodstvom Hilariona Beniška. Zaradi lahkotnih melodij in fantastičnega dejanja se je opera slovenskemu gledališkemu občinstvu hitro priljubila, zato je bila do danes večkrat uprizorjena. Najbolj poznan odlomek iz opere je znamenita barkarola iz tretjega dejanja.

## Osebe
- Hoffmann, pesnik - tenor
- Olimpija, lutka - sopran
- Giulietta - sopran
- Antonija, mlada pevka - sopran
- Cochenille - tenor
- Pitichinaccio - tenor
- Franz - tenor
- Coppelius - bas
- Dapertutto - bas
- Mirakel, doktor - bas
- Nikolaj, prijatelj - mezzosopran
- Glas matere - alt
- Spalanzani - tenor
- Natanael, študent - tenor
- Crespel, Antonijin oče - bas
- Luther - bas
- Herman, študent - bas
- Schlemihl - bas
- Študentje, gostje in sluge.

## Vsebina

### Prolog
Luthrova pivnica. 
Skrivnostni mestni svetnik Lindorf izvabi od Andreja pismo, ki ga je pisala pevka Stella Hoffmannu in v katerem mu je poslala ključ od svoje sobe. Ker je Lindorf sam vanjo zaljubljen, pismo obdrži. Vtem vstopi Hoffmann, ki prihaja iz gledališča, kjer je pravkar pela Stella vlogo Donne Anne v »Don Juanu«. Druščina študentov začne piti. Hoffmann poje veselo študentovsko napitnico in prične po nekaj
kiticah sanjariti o svoji ljubezni. Ko opazi Limdorfa v kotu sobe, pove družbi, da ga ta mož vedno zasleduje in da mu vedno prinaša nesrečo v ljubezni. Nato prične s pripovedovanjem svojih ljubezenskih dogodivščin.

### Prvo dejanje
Spalanzanijev fizikalni kabinet.
Spalanzani je sestavil avtomatsko lutko, ki jo izdaja za svojo hčer Olimpijo. Pri tem mu je pomagal Coppelius s svojimi čarovniškimi sposobnostmi, tako da je avtomatu napravil oči. Hoffmann se v lutko zaljubi kljub roganju prijatelja Nikolaja. Vstopi Coppelius in proda Hoffmannu očala, skozi katera vidi vse rožnato. Coppelius nato odstopi Spalanzaniju vse izumiteljske pravice. Ta predstavlja vsem gostom Olimpijo kot svojo hčer. Lutka zapoje arijo, pri čemer jo Spalanzani večkrat navije kot uro. Hoffmann razodene Olimpiji svojo ljubezen, pleše z njo vedno hitreje, dokler se onemogel ne zgrudi. Tudi mehanizem lutke se ustavi. Vtem vstopi besni Coppelius, ki ga je Spalanzani prevaril z ničvredno menico. Iz maščevanja razbije lutko in sedaj šele spozna Hoffmann svojo zmoto.

### Drugo dejanje
Soba pri svetniku Cresplu.
Cresplova hčer je Antonija, nekdaj slavna pevka, ki ne sme več peti, ker je na smrt bolna. Vstopita Hoffmann in Nikolaj. Ob srečanju z Antonijo se Hoffmann zaljubi v otožno in nedolžno dekle. Pojavi se skrivnostni doktor Mirakel, ki pa ga Crespel ne pusti v sobo. Sedaj tudi Hoffmann prosi Antonijo, naj več ne poje, kar mu ona tudi obljubi. Doktor Mirakel pa se zopet pojavi, igra na vražje gosli ter oživi sliko Antonijine matere na steni. Slika z ogromno močjo kliče Antonijo k sebi. Tako doktorju uspe, da pripravi Antonijo do petja. Antonija zapoje in se zgrudi mrtva. Ob njenem truplu klečita Hoffmann in obupani oče.

### Tretje dejanje
Beneška noč pri Giulietti.
Giuliettin soprog je Peter Schlemihl, človek brez sence. Hoffmann se zaljubi v Giulietto, prijatelj Nikolaj pa ga spet svari. Skrivnostni Dapertutto pregovori Giulietto, naj odvzame Hoffmannu zrcalno podobo, tako kot je že prej prinesla Dapertuttu Schlemihlovo senco. Giulietta obljubi Hoffmannu ključ svoje sobe, ki naj odvzame Schlemdhlu. Med Hoffmannom in Schlemihlom pride do dvoboja. Schlemihl pade in Hoffmann ter Nikolaj zbežita. V zadnjem trenutku še ugleda Hoffmann Giulietto, kako odhaja v objemu drugega.

### Epilog
Zopet v Luthrovi kleti. 
Študentje so z zanimanjem poslušali Hoffmannovo pripovedovanje. Hoffmann je že močno vinjen, ko vstopi Lindorf s pevko Stello in ji pokaže onemoglega Hoffmanna. Stella odide z Lindorfom in študentje še enkrat zapojejo svojo veselo pesem.

## Glasbena primera
- Barkarola
- Arija Olimpije